# Christina Broom

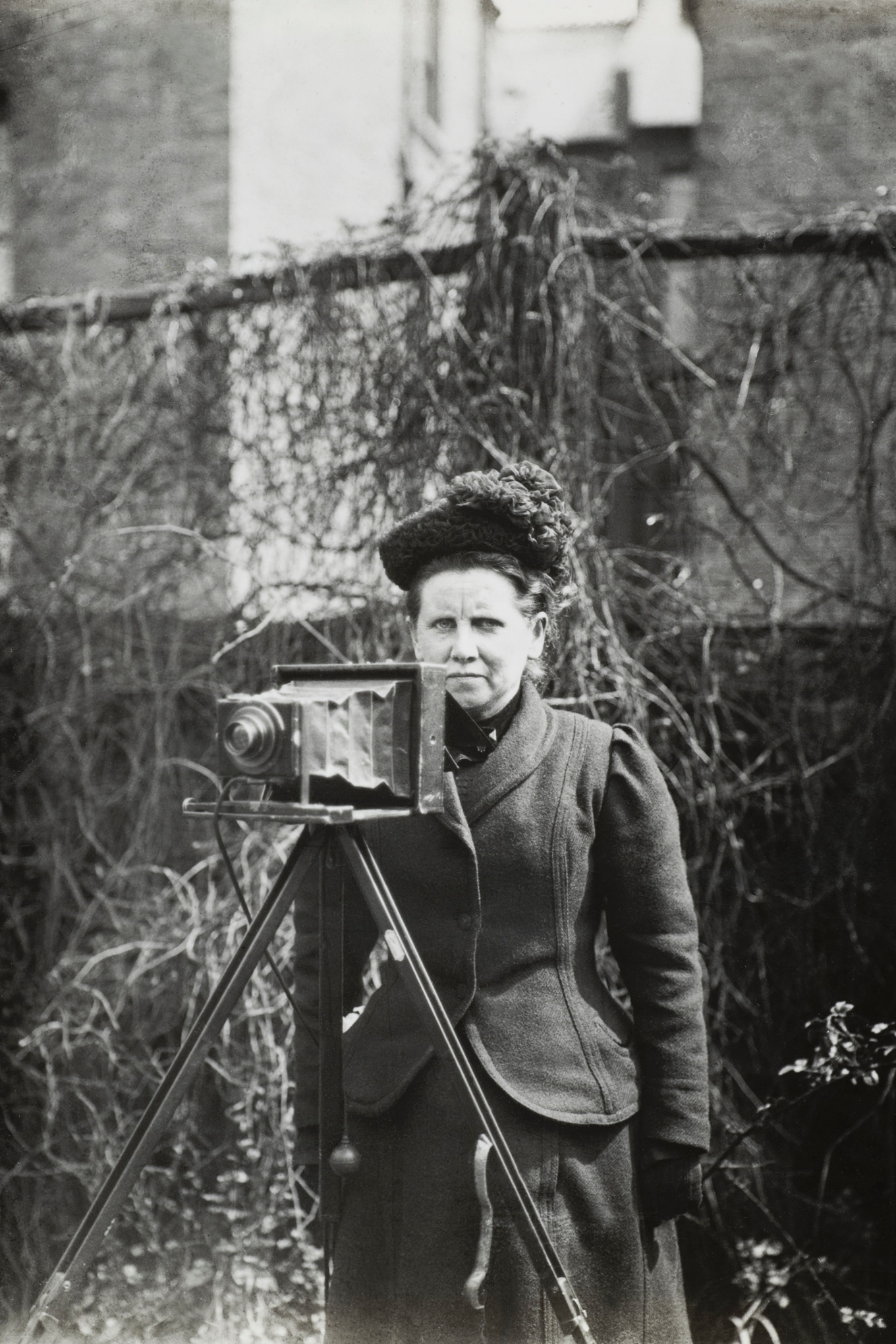
Christina Livingston - Mrs Albert Broom (1910)

Christina Broom (* 28. Dezember 1862 in London; † 5. Juni 1939 in London) war eine britische Fotografin, die als „erste Pressefotografin des Vereinigten Königreichs“ bezeichnet wurde.

## Leben
Broom wurde in der Londoner King’s Road 8 als Christina Livingston geboren. Sie heiratete Albert Edward Broom (1864–1912) im Jahr 1889. Das von ihr betriebene Eisenwarengeschäft und andere Unternehmungen waren wenig erfolgreich. 1903 lieh sich Broom eine Boxkamera und erlernte autodidaktisch die Grundlagen der Fotografie. Sie betrieb von 1904 bis 1930 einen Stand bei den Royal Mews (Hofstallungen) am Buckingham Palace, wo sie Postkarten ihrer Fotografien verkaufte.
Als ihre Familie in die Burntfoot Avenue zog, nutze Broom den Kohlenkeller als Dunkelkammer. Ihre Tochter Winifred brach die Schule ab um ihrer Mutter zu assistieren, während ihr Mann Albert die Postkarten beschriftete. Die Postkarten verkauften sich sehr gut, und Broom druckte 1000 Exemplare in einer nächtlichen Sitzung.
Broom war von 1904 bis 1939 offiziellen Fotografin der Haustruppen und hatte eine Dunkelkammer in den Chelsea Barracks. Sie nahm auch Bilder von Ereignissen am Buckingham Palace auf sowie dem Boat Race oder den Märschen der Suffragetten.
Nach dem Tod ihres Mannes zog sie 1902 mit ihrer Tochter in den Stadtteil Fulham in die Munster Road. Ihre Fotos wurden in den 1920er und 1930er Jahren in verschiedenen Zeitungen veröffentlicht, darunter die Illustrated London News, The Tatler, The Sphere, und Country Life.
Broom starb am 5. Juni 1939 und wurde in Fulham begraben.
Sammlungen von Brooms Aufnahmen sind im Besitz verschiedener Museen, darunter das Museum of London, die National Portrait Gallery und das Londoner Imperial War Museum. Eine Sammlung von etwa 2000 überwiegend militärischen Aufnahmen wurde 2009 bei Sotheby’s zur Auktion angeboten.

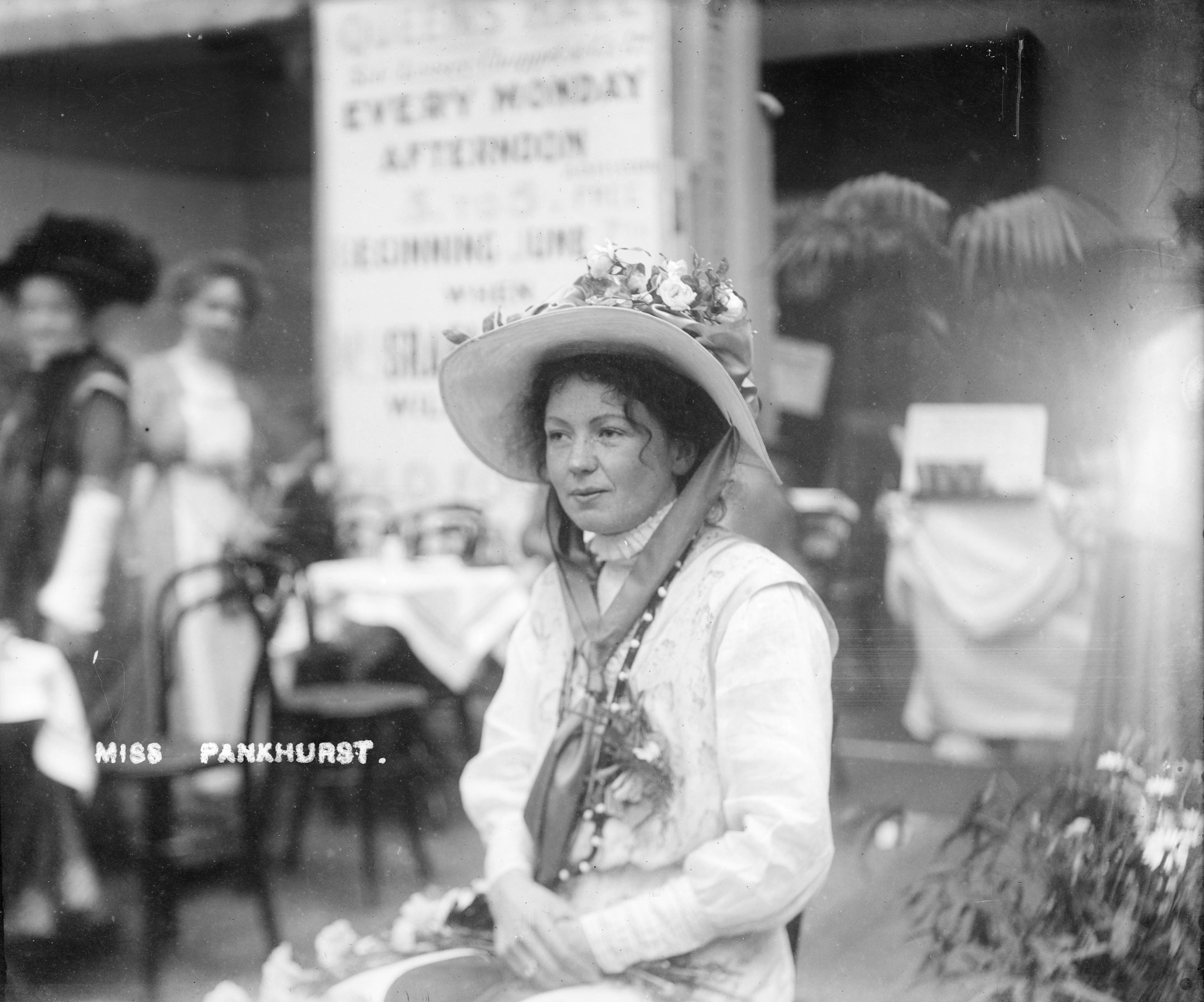
Christabel Pankhurst (1909)
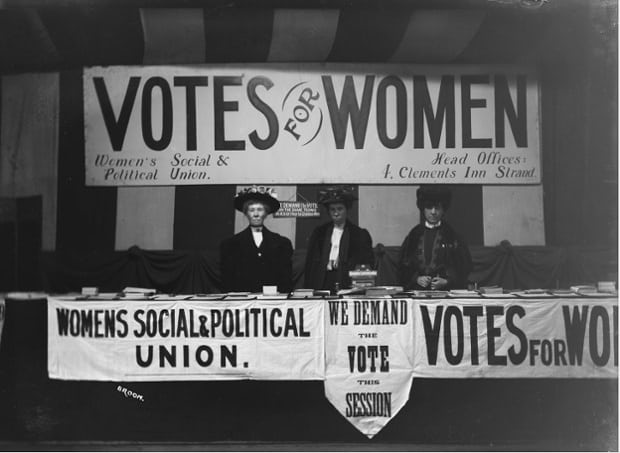
Votes for women (1908)
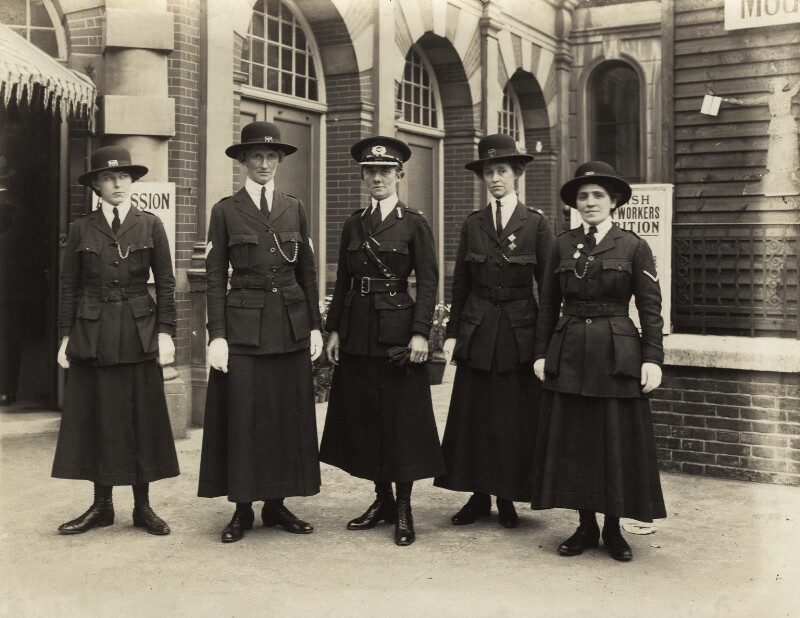
Polizei (1916)